# Sergia splendens
Sergia splendens är en kräftdjursart som först beskrevs av Sund 1920.  Sergia splendens ingår i släktet Sergia och familjen Sergestidae. Inga underarter finns listade i Catalogue of Life.